# I. Henrik navarrai király
A Champagne-házból származó I. (Kövér) Henrik (?, 1244 –‎ Pamplona, 1274. július 22.) navarrai király 1270-től 1274-ig uralkodott, egyidejűleg III. Henrik néven Champagne grófja, I. (Utószülött, avagy Trubadúr) Theobald (1201 – 1253) navarrai király másodszülött fia Bourbon Margit navarrai királynétól. A bátyjának, II.Theobald (1239 – 1274) navarrai királynak az utóda.
I. Henrik rövid uralkodása alatt ügyetlenül kormányzott. Az egyik forrás adatai szerint a mértéktelen életmódot folytató király teljesen francia befolyás alatt állt, egy másik forrás adatai szerint viszont Anglia felé keresett kapcsolatot. A lányát, az Artois-i Blanka navarrai királynétól született Johannát ugyanis a Plantagenet-házból származó I. Edward (1239 – 1307) angol király egyik fiához akarta feleségül adni, hogy a Navarrai Királyság területeit egyesíthesse az akkor angol kézen lévő Gascogne-nyal, de a királynak ez a terve nem valósult meg.
I. Henrik fia, Theobald, balesetben, már gyermekkorában meghalt. Utóda így a lánya, Johanna (1273? – 1305) lett, aki I. Johanna néven a Navarrai Királyság utolsó Champagne-házi uralkodója volt.